# James Whistler (Prison Break)
Pour les articles homonymes, voir James Whistler et Whistler.
James Whistler, joué par Chris Vance, est un personnage fictif du feuilleton télévisé Prison Break. Il fait sa première apparition dans le premier épisode de la troisième saison.

## Biographie de fiction
James Whistler est emprisonné au pénitencier Sona pour avoir tué le fils du maire de Panama City lors d'une dispute dans un bar. Furieux, le maire a conclu un accord avec Lechero : celui qui tue Whistler sera libéré. Il s'est donc réfugié dans les égouts de la prison où il vit caché depuis deux semaines lorsque Michael arrive dans la prison.
Dès le premier épisode, on apprend que Michael Scofield a été enfermé à Sona dans l'unique but de faire sortir James Whistler.
Brad Bellick découvre Whistler lorsqu'il nettoie les égouts de la prison. En échange d'un peu de viande de rat, Bellick accepte de faire passer un message à l'extérieur de la prison en donnant un bout de papier au combattant du jour. L'un des deux mourra et son corps sera sorti. Effectivement, la petite amie de Whistler, Sofia Lugo, découvre le message le lendemain et se rend donc dans une banque pour retirer un colis. Cependant, Michael qui a également reçu le message de Bellick, demande à Lincoln Burrows de se renseigner. Lincoln se rend à la banque et prend le colis à Sofia. Il s'agit d'un livre sur les oiseaux et on apprend alors que James Whistler est un pêcheur. Michael et Alexander Mahone cherchent Whistler et le trouvent grâce à Bellick. Mahone veut le trouver pour le livrer à Lechero et sortir, Michael pour le faire évader. En remettant en marche la distribution de l'eau, ce qui sauve Lechero, ce dernier décide d'annuler le contrat sur Whistler. ce dernier peut alors circuler librement dans la prison.
Michael et lui se mettent donc à réfléchir sur un plan de sortie et apprennent à se connaitre. Michael doute de son innocence car il le croit impliqué dans le Cartel, d'autant que Tyge, un prisonnier qui arrive entretemps, affirme l'avoir connu à Nice en 1997 à l'hôtel Ambassador, sous le nom de McFadden.  Michael ne peut en savoir plus car Tyge est plus tard retrouvé mort (on apprend dans le dernier épisode la saison que c'est en vérité Whistler qui l'a tué, ayant trop peur que Tyge révèle des informations importantes à Michael). Après avoir appris la mort de Sara, ils tentent leur chance d'évasion mais doivent rebrousser chemin à cause d'un nuage qui n'éblouissait plus le garde. Après cette tentative ratée, Whistler est contacté par le Cartel qui va essayer une évasion en force. Il doit exécuter Michael mais y renonce. Michael fait échouer l'évasion en empêchant James de s'évader par hélicoptère. Ils élaborent un autre plan grâce à l'aide de Lechero et pendant ce temps, sa petite amie se rend compte que James Whistler a également un passeport sous le nom de Gary Miller. Si Whistler semble de plus en plus honnête avec les frères et sa petite amie, les doutes qui l'entourent sont également plus nombreux. Il admet travailler pour le Cartel pour gagner de l'argent mais affirme que les évènements l'ont dépassé.
Lors de leur évasion, il échappera au contrôle des frères par peur d'être tué par le Cartel. Rattrapé, il sera échangé contre le fils de Lincoln et Gretchen confirme qu'il est un agent du Cartel qui a menti aux frères et à Sofia qui le laisse. Il prépare ensuite un plan du Cartel dont on ne sait encore rien avec Gretchen Morgan et Alexander Mahone.
Au début de la saison 4,  Whistler se fera assassiner d'une balle dans la tête par Wyatt Mathewson, un tueur du Cartel à la recherche des deux frères et de Sara Tancredi.